# Убийственная жара
«Убийственная жара» (англ. Killer Heat) — художественный фильм режиссёра Филиппа Лакота. Сюжет фильма основан на рассказе Ю Несбё «Ревность». В главных ролях в фильме снялись Джозеф Гордон-Левитт, Шейлин Вудли и Ричард Мэдден.

## Сюжет
На отдалённом греческом острове братья-близнецы (Мэдден) оказываются втянутыми в жестокий любовный треугольник. Для расследования этого дела привлекается детектив, известный как «Ревнивец».

## В ролях
- Джозеф Гордон-Левитт — Ник Бэли
- Шейлин Вудли — Пенелопа Вардакис
- Ричард Мэдден — Лео Вардакис / Элиаса Вардакис
- Клэр Холман — Одри
- Бабу Сисай — Жорж Менсах
- Эбби Ли — Моник

## Производство
Адаптированный сценарий был написан Роберто Бентивегной и Мэттом Чарманом. В актёрский состав вошли Джозеф Гордон-Левитт, Шейлин Вудли и Ричард Мэдден. Гордон-Левитт будет исполнительным продюсером вместе с Несбё, Никласом Саломонссоном, Томом Карновски и Коллином Крайтоном из Makeready.
Съёмки начались в апреле 2023 года на острове Крит.
Премьера на Amazon Prime Video прошла на 26 сентября 2024 года.